# Opus (manga)
Opus es una serie de manga japonesa escrita e ilustrada por Satoshi Kon. La historia trata sobre un artista de manga que es arrastrado al mundo del manga que está concluyendo y obligado a enfrentarse a sus personajes. El manga fue serializado en la revista de manga Comic Guys desde octubre de 1995 hasta la cancelación de la revista en junio de 1996. Tokuma Shoten lo recopiló en dos volúmenes el 13 de diciembre de 2010 e incluyó un final faltante encontrado después de la muerte de Kon. Opus fue el manga final de Kon antes de debutar en la industria del anime con Perfect Blue.

## Contenido de la obra

### Manga
El manga fue serializado en la revista bimensual de manga Comic Guys de Gakken a partir de octubre de 1995 hasta la cancelación de la revista en junio de 1996. Cuando Kon comenzó a trabajar en Perfect Blue y se enfocó en su carrera en el anime, Opus fue puesto en pausa permanente y Kon más tarde se refirió a él como un fracaso. Tokuma Shoten recopiló los 19 capítulos en dos volúmenes publicados el 13 de diciembre de 2010 bajo su sello Ryu Comics, agregando un final faltante encontrado después de la muerte de Kon. El capítulo final, que se encuentra en los archivos de Kon, nunca se terminó ni se publicó y el editor lo incluyó para ayudar a los lectores a "comprender la intención de la historia". Durante Sakura-Con 2014, Dark Horse Comics anunció que había licenciado el manga y lo compilaría en formato ómnibus posteriormente lo publicaría el 9 de diciembre de 2014 En abril de 2012, la viuda de Kon, Kyōko, anunció que Opus se vendería en francés, italiano y coreano. El manga ha sido lanzado en Francia por Éditions IMHO, en Italia por Panini Comics, en Corea por Daewon CI, en Alemania por Carlsen Comics, y en España por Planeta de Libros.
En Japan Expo 2017, el productor Masao Maruyama de Studio M2 expresó un deseo no oficial de producir una adaptación al anime del manga con su estudio. Susumu Hirasawa, un compositor que trabajó con frecuencia en las películas de Kon, declaró en Twitter en octubre de 2017 que le pidieron que trabajara en un tema musical para la serie. Sin embargo, no estaba claro si se refería al proyecto deseado de Maruyama, ya que no se han hecho anuncios para una adaptación al anime de Opus.